# Constantino de Stolberg-Wernigerode
El conde Constantino de Stolberg-Wernigerode (8 de octubre de 1843, Jannowitz, provincia de Silesia - 27 de mayo de 1905, ibídem) fue un político prusiano. Fue alto presidente de la provincia prusiana de Hannover, administrador del departamento de Bunzlau y comisario de Jannowitz.

## Biografía
Constantino era el hijo mayor del conde Guillermo de Stolberg-Wernigerode. En 1862, se convirtió en miembro del Corps Saxonia Göttingen. En 1894 se convirtió en presidente del distrito de Merseburgo en la provincia prusiana de Sajonia. Ocupó este puesto hasta 1897. En 1898, tras la muerte de su padre, retomó sus posesiones silesias. Se casó dos veces. El 12 de julio de 1870, se casó con la condesa Antonia de Stolberg-Wernigerode (1850-1878) en Dönhofstädt, con quien tuvo cinco hijos, entre ellos su sucesor, el conde Everardo de Stolberg-Wernigerode (1873-1929). Tras la muerte de su esposa en Wernigerode en 1878, Constantino se casó el 4 de junio de 1885 con la condesa Isabel de Stolberg-Wernigerode (1866-1928), hija mayor del conde Otto zu Stolberg-Wernigerode, con quien tuvo dos hijos más. Tras la muerte de su marido, ella abandonó Silesia y se instaló en Ilsenburg, donde murió en 1928.
En el zoológico de Wernigerode, el Constantinstein todavía recuerda al conde, que se encuentra frente a los cimientos del Elisabethhaus, destruido en 1945. Su hijo Otto zu Stolberg-Wernigerode se convirtió en profesor de historia.
Su hija Dorotea se casó más tarde con el jurista y jefe de las SS Harry von Craushaar. Su hija Magdalena (1875-1955) permaneció soltera y fue la última abadesa de la abadía de Drübeck. Su hija menor Ana Isabel (1887-1952) se casó con el conde Georg-Heinrich von Werthern (1874-1947) en 1911.